# Norbert Röttgen
Norbert Röttgen (Meckenheim, 1965. július 2. –) német kereszténydemokrata (CDU) politikus, 2009 és 2011 között Németország környezetvédelmi, természetvédelmi és nukleáris biztonsági minisztere.

## Életpályája

### CDU tartományi elnök és frakció vezető
Röttgen 1982-ben a CDU tagja lett. 1992 és 1996 között az észak-rajna-vesztfáliai Fiatal Unió elnöke volt. 2010-ben megválasztották Észak-Rajna-Vesztfáliában az CDU tartományi elnökének, 2012 visszalépett.
Röttgen 1994 óta a Bundestag tagja. 2005 és 2009 között ő volt a CDU/CSU frakció első parlamenti ügyvezetője.

### Környezetvédelmi, természetvédelmi és nukleáris biztonsági miniszter
2009. október 28-tól Röttgen környezetvédelmi, természetvédelmi és nukleáris biztonsági miniszter volt a második Merkel kabinetben. 2010. novemberétől ő lett a CDU négy alelnökének egyike, és a miniszterség és az alelnökség mellett az észak-rajna-vesztfáliai CDU elnöki posztát is ő töltötte be. Röttgent ebben az időben gyakran emlegették Merkel kancellár potenciális utódjaként. 2011 májusában bejelentette, hogy a kormány 2022-ig bezárják az ország összes atomerőművét. A döntés a fukusimai atomkatasztrófa után kinevezett szakértői bizottság ajánlásán alapult.
2012. március 14-én az észak-rajna-vesztfáliai törvényhozás feloszlatását követően, Röttgen elhatározta, hogy pártja, a CDU színeiben elindul a soron következő választáson a tartományi miniszterelnökségért. Miután a választáson háromszor nagyobb vereséget szenvedett, mint amekkorát a közvélemény-kutatások prognosztizáltak neki, lemondott a tartományi CDU elnökségéről. 2012. május 16-án Merkel kancellár a német alaptörvény 64. cikke alapján felmentette a környezetvédelmi miniszterségből; Peter Altmaier váltotta.
2014 óta a Bundestag külügyi bizottságának elnöke.

### Sikertelen CDU elnökjelöltség
Annegret Kramp-Karrenbauer 2020. február 10-én jelentette be, hogy lemond a CDU pártelnöki posztjáról. Friedrich Merz és Armin Laschet mellett Röttgen is jelöltette magát a megüresedő pártelnöki tisztségre. A koronavírus-járvány miatt az új CDU pártelnök megválasztására, többszöri halasztást követően, csak a 2021. január közepén megtartott kétnapos digitális pártkongresszuson került sor. A kongresszus második napján rendezett szavazáson, 2021. január 16-án az első körös szavazásban Röttgen az 1001 delegálttól 224 szavazatot kapott, evvel kiesett a második körben való megmérettetés lehetőségéből, melyet aztán Laschet nyert meg Merz ellenében.

## Publikációk
- Deutschlands beste Jahre kommen noch. Warum wir keine Angst vor der Zukunft haben müssen. Piper, München/Zürich 2009, ISBN 978-3-492-05289-4
- Rede zum Tag der Deutschen Einheit 2016